# Bulgarije op de Paralympische Winterspelen 2014
Bulgarije was een van de landen die deelnam aan de Paralympische Winterspelen 2014 in Sotsji, Rusland.

## Deelnemers en resultaten
(m) = mannen, (v) = vrouwen 

### Langlaufen
| Paralympiër                            | Onderdeel                        | Resultaat | Prestatie    |
| -------------------------------------- | -------------------------------- | --------- | ------------ |
| Svetoslav Georgiev Gids: Ivan Birnikov | 1 km sprint, visueel beperkt (m) | 16e       | Kwalificatie |
| Svetoslav Georgiev Gids: Ivan Birnikov | 10 km, visueel beperkt (m)       | 19e       | 36:58.3      |
| Zhelyaz Kolev Gids: Iskren Plankov     | 1 km sprint, visueel beperkt (m) | 18e       | Kwalificatie |